# Gimnazija Želimlje
Gimnazija Želimlje je zasebna gimnazija v Želimljah, ki so jo kot prvo zasebno šolo v samostojni Sloveniji 23. aprila 1991 ustanovili slovenski salezijanci. Gimnazija Želimlje je organizacijska enota Zavoda sv. Frančiška Saleškega, v okviru katerega delujeta tudi Dom Janeza Boska (dijaški dom) in Majcnov dom (počitniški programi, duhovne vaje, pevski vikendi ...).

## Zgodovina

### Do leta 1991
V šestdesetih letih dvajsetega stoletja je slovenski Salezijanski inšpektorat dobil dovoljenje, da za izobraževanje svojih duhovniških kandidatov ustanovi srednjo šolo, in tako je v šolskem letu 1967/68 začela delovati Srednja verska šola v Želimljah. Več kot 20 let je službo ravnatelja opravljal salezijanec Stanislav Okorn, tudi poučevali so večinoma salezijanci. Dijaki so ob koncu šolskega leta opravljali izpite na javnih gimnazijah, saj spričevala želimeljske Srednje verske šole vse do leta 1991 niso veljala za javne listine.

### Devetdeseta leta
23. aprila 1991 je Salezijanski inšpektorat ustanovil zavod Gimnazija Želimlje. Zavod so od samega začetka vodili salezijanci; celotni postopek za ustanovitev šole ter pripravo in verifikacijo programa je pripravil mag. Marjan Kuralt, ki je postal tudi prvi ravnatelj gimnazije. Novi zavod je bil slovesno odprt 7. oktobra 1991, na slovesnosti je ljubljanski nadškof Alojzij Šuštar Gimnazijo Želimlje imenoval "duhovni spomenik na zgodovinsko leto".

### Od konca devetdesetih let do danes
V šolskem letu 1997/98, ko je ravnatelj gimnazije postal Tone Ciglar, je bilo dijakov in dijakinj že več kot 200. Povečan je bil dijaški dom, zgrajena je bila telovadnica, leta 1999 pa še sodobno urejena čitalnica, prostori za fitnes in zunanja igrišča. Od leta 2002 je ravnatelj šole salezijanec Peter Polc.

## Organizacija
Šolski prostori so namenjeni izobraževanju dijakov in so zanje odprti vsak delovni dan od 6.30 do 15.25. Pouk poteka v eni izmeni; redno traja od 7.20 do 13.45 (7 ur).
Vsak oddelek ima vse leto svojo matično učilnico; od tod dijaki hodijo v specializirane učilnice za informatiko, geografijo, športno vzgojo, humanistiko in laboratorije za kemijo, fiziko in biologijo.
V isti stavbi je tudi kuhinja z jedilnico in klub. V šolski knjižnici je čitalnica, kjer dijaki lahko preživljajo proste dopoldanske ure. Življenje in delo potekata v skladu z letnim delovnim načrtom in letnim koledarjem.
Gimnazija Želimlje vsako leto v skladu s Pogodobo o koncesiji vpisuje največ tri oddelke prvošolcev. 
Odkar razpisuje prosta vpisna mesta skupaj z drugimi slovenskimi srednjimi šolami (1992), je vpis nanjo redno omejen.

## Predmetnik
Gimnazija Želimlje je splošna gimnazija. Posebnosti njenega predmetnika sta predmeta vera in kultura ter latinščina ali tretji tuji jezik. Predmetnik je s sklepom 30. januarja 2003 potrdil Strokovni svet RS za splošno izobraževanje. Obvezni maturitetni predmeti so matematika, slovenščina in tuji jezik; izbirni maturitetni predmeti pa tuji jezik, zgodovina, geografija, fizika, biologija, kemija, sociologija, filozofija in psihologija. Gimnazija Želimlje daje poseben poudarek izvenšolskim dejavnostim, saj kot salezijanska ustanova deluje po načelih don Boskovega preventivnega sistema.

## Uspehi
Večina dijakov Gimnazije Želimlje je šolanje uspešno končala in maturirala. Leta 2023 je bil uspeh na maturi 100 %, dosegli so povprečno 25,8 točk, 14,0 % maturantov pa je v bilo "zlatih".
Leta 1999 je Andragoški center Republike Slovenije želimeljski ustanovi (Zavodu sv. Frančika Saleškega, v okviru katerega deluje Gimnazija Želimlje) podelil priznanje za izjemne strokovne dosežke pri bogatitvi znanja drugih.